# Q-ster
Een Q-ster (ook bekend als Grijs gat) is een compacte zware neutronenster waarbij de materie zich in een exotische staat bevindt. De naam Q-ster moet niet worden verward met Quarkster, aangezien de Q niet staat voor quark, maar voor een geconserveerd deeltjesnummer. Een Q-ster kan verward worden met een zwart gat. Een mogelijke kandidaat hiervoor is het compacte object V404 Cygni.